# 줄루어 위키백과

줄루어 위키백과는 줄루어로 운영되는 위키백과 언어판이다. 2003년 11월 30일에 시작되었다. 기호는 zu이다.

## 같이 보기
- 아프리칸스어 위키백과
- 스와힐리어 위키백과
- 요루바어 위키백과